# 武居用拙
武居 用拙（たけい ようせつ、1816年（文化13年）1月1日 - 1892年（明治25年）3月）は、江戸時代の儒学者、明治時代の自由民権運動家。長野県松本地方で結成された奨匡社設立の主要メンバーを育てた私塾の塾長であった。本名は彪、通称は正次郎、字は文甫。

## 猶興義塾
尾張藩木曽代官山村氏の家臣教育機関「菁莪館」の儒臣、武居敬斎の長男として生まれ、天保7年（1836年）に江戸に出て昌平坂学問所の古賀侗庵や、松崎慊堂の塾に学び、天保13年（1842年）帰郷。菁莪館の助教となり、慶應3年（1867年）には学頭を務めた。
明治維新後、藤森桂谷が明治3年（1871年）に私費で将来の人材育成のために南安曇郡豊科村成相新田（旧成相新田宿）の法蔵寺境内に開いた私塾猶興義塾の塾長として家族ごと招かれた。武居はここで、漢学や開明的な学問を教え、自主・自由・民本の思想を伝えた。武居はまた、『孟子』を読みかえて民権論をつくり出した。こうして明治13年（1880年）に松本地方で奨匡社が発足する際には、猶興義塾がその基礎をつくったと言える。奨匡社の創立委員20名の中には武居も入っている。
明治17年（1884年）に上京し、明治19年（1886年）には在京中の島崎藤村に「詩経」「春秋左氏伝」を教授し、そのため藤村の『夜明け前』、『桜の実の熟する時』、『幼き日』、『力餅』、『をさなものがたり』等に描かれることとなった。明治23年（1890年）には西筑摩郡長の要請で『岐蘇古今沿革志』を編纂。明治25年（1892年）に福島村で没した。
「奨匡社」の名前は、儒者でもあった武居が、『孝経』にある「其ノ美ヲ奨順シ、其ノ悪ヲ匡救ス」に由来して名づけたと、武居が『奨匡社記』に書いている。40歳の時、杜甫の「用拙存吾道」から号を「用拙」とする。
武居の塾生であった松沢求策は藤森と武居の指導で貞享騒動を芝居『民権鑑加助の面影』に書いた。のちに松本地方における普通選挙期成運動を主導した降旗元太郎と中村太八郎も塾生であった。